# クラヴサン協奏曲 (ファリャ)
クラヴサン協奏曲 G.71は、マヌエル・デ・ファリャが作曲したチェンバロ協奏曲（クラヴサンはフランス語でチェンバロのこと）。『スペインの庭の夜』を除けばファリャの唯一の協奏曲であるが、室内楽編成の楽曲である。

## 楽器編成
この作品の正式な題名は『チェンバロ（またはピアノ）、フルート、オーボエ、クラリネット、ヴァイオリンとチェロのための協奏曲』（スペイン語：Concierto para clave o piano, flauta, oboe, clarinete, violín y violonchelo）であり、編成は題名通り独奏楽器を含む6つの楽器からなる。

## 概要
1923年の6月25日に、パリのポリニャック公爵夫人邸の大サロンで初演された1幕のオペラ『ペドロ親方の人形芝居』でクラヴサンを担当した女性チェンバロ奏者ワンダ・ランドフスカは、ファリャに協奏曲を委嘱し、それに応じてファリャはこの協奏曲を1923年から1926年にかけて作曲した。
初演は1926年の11月5日に、バルセロナでランドフスカのチェンバロ独奏、パブロ・カザルスの指揮で行なわれたが、反響は今一つであった。翌年にパリで再演されることになったが、ランドフスカはファリャの厳しい音楽手法に馴染むことができなかったためか、スケジュールの都合を理由にして出演を断った。そこでファリャは、指揮者ギュスタヴ・リヨンの勧めもあり、自らチェンバロの奏法を習得し、パリ公演では独奏を担当して成功を収めた。
その後、ファリャはランドフスカに次の演奏予定を尋ねたが、ランドフスカは「あなたがお弾きになるんでしょう？」と答え、以後、この協奏曲を全く演奏しなかった。
1928年にパリの出版社（Max Eschig）からランドフスカへの献呈を添えて出版された。

## 構成
3楽章の構成で、演奏時間は約12分。
- 第1楽章 アレグロ
- 第2楽章 レント
- 第3楽章 ヴィヴァーチェ

第1楽章には15世紀のビリャンシーコが用いられ、激しく荒々しいほど厳しく、そして禁欲的である。第2楽章はスペイン特有の宗教的な雰囲気に溢れている。第3楽章はドメニコ・スカルラッティへの回帰を思わせるような明るい舞曲の楽章である。モーリス・ラヴェルは第2楽章を高く評価した。

## 関連事項
- 田園のコンセール（フランシス・プーランク）：同じくランドフスカの委嘱により、1927年に作曲されたチェンバロ協奏曲